# Podnoszenie ciężarów na Letnich Igrzyskach Olimpijskich 2008 – waga do 62 kg mężczyzn
Rywalizacja w wadze do 62 kg mężczyzn w podnoszeniu ciężarów na Letnich Igrzyskach Olimpijskich 2008 została rozegrana w dniu 11 sierpnia 2008 roku w hali Pekińskiego Uniwersytetu Aeronautyki i Astronautyki.

## Terminarz
| Data             | Godzina |         |
| ---------------- | ------- | ------- |
| 11 sierpnia 2008 | 10:00   | Grupa B |
| 11 sierpnia 2008 | 19:00   | Grupa A |

## Wyniki
| Pozycja | Grupa | Zawodnik                | Reprezentacja    | Waga  | Rwanie | Rwanie | Rwanie | Podrzut | Podrzut | Podrzut | Wynik | Uwagi             |
| Pozycja | Grupa | Zawodnik                | Reprezentacja    | Waga  | 1      | 2      | 3      | 1       | 2       | 3       | Wynik | Uwagi             |
| ------- | ----- | ----------------------- | ---------------- | ----- | ------ | ------ | ------ | ------- | ------- | ------- | ----- | ----------------- |
| 1. !    | A     | Zhang Xiangxiang        | Chiny            | 61,91 | 139    | 143    | 143    | 169     | 176     | 184     | 319   |                   |
| 2. !    | A     | Diego Salazar           | Kolumbia         | 61,47 | 132    | 136    | 138    | 163     | 165     | 167     | 305   |                   |
| 3. !    | A     | Triyatno                | Indonezja        | 61,90 | 133    | 135    | 135    | 163     | 163     | 163     | 298   |                   |
| 4.      | A     | Antoniu Buci            | Rumunia          | 61,66 | 126    | 130    | 130    | 161     | 165     | 168     | 295   |                   |
| 5.      | A     | Phaisan Hansawong       | Tajlandia        | 61,60 | 132    | 133    | 133    | 162     | 162     | 166     | 294   |                   |
| 6.      | A     | Lázaro Ruiz             | Kuba             | 61,75 | 128    | '132   | 135    | 162     | 168     | 168     | 294   |                   |
| 7.      | A     | Tolkunbek Hudaýbergenow | Turkmenistan     | 61,96 | 126    | 126    | 131    | 162     | 170     | 170     | 288   |                   |
| 8.      | B     | Mohamed Abdelbaki       | Egipt            | 62,00 | 129    | 129    | 129    | 155     | 159     | 164     | 288   |                   |
| 9.      | B     | Yang Sheng-hsiung       | Chińskie Tajpej  | 61,97 | 125    | 130    | 134    | 151     | 157     | 163     | 287   |                   |
| 10.     | B     | Henadzi Makhveyenia     | Białoruś         | 61,95 | 120    | 128    | 128    | 150     | 156     | 156     | 278   |                   |
| 11.     | B     | Manuel Minginfel        | Mikronezja       | 61,69 | 115    | 120    | 123    | 145     | 150     | 155     | 275   |                   |
| 12.     | B     | Jasvir Singh            | Kanada           | 61,67 | 110    | 115    | 118    | 145     | 151     | 158     | 266   |                   |
| -       | A     | Ji Hun-min              | Korea Południowa | 61,91 | 137    | 140    | 142    | 161     | 161     | 161     | DNF   |                   |
| DSQ     | B     | Sardar Hasanov          | Azerbejdżan      | 61,96 | 128    | 128    | 128    | 132     | 132     | 132     | DNF   | [ 1 ] [ 2 ] [ 3 ] |
| -       | A     | Im Yong-su              | Korea Północna   | 61,60 | 138    | 138    | 140    | 168     | 168     | 168     | DNF   |                   |
| -       | A     | Óscar Figueroa          | Kolumbia         | 61,66 | 128    | 128    | 128    | DNF     | DNF     | DNF     | DNF   |                   |
| -       | A     | Ümürbek Bazarbaýew      | Turkmenistan     | 61,96 | 133    | 136    | 137    | 160     | 160     | 162     | DNF   |                   |